# Фінансові технології
Фінтех або Фінансові технології (англ. FinTech) — технології, що застосовуються в фінансових службах, або використовуються для того, щоб допомогти компаніям керувати фінансовими аспектами свого бізнесу, включаючи нові програми та додатки, процеси та бізнес-моделі. Сьогодні фінтех є основою для усіх онлайн-транзакцій — переказів грошей, кредитування, сплати комунальних платежів тощо. До фінтеху себе відносять як численні технологічні стартапи, так і великі організації, які намагаються поліпшити та оптимізувати фінансові послуги.
З точки зору процедур термін «FinTech» належить до нових додатків, процесів, продуктів або бізнес-моделей у сфері фінансових послуг, що складається з однієї або декількох додаткових фінансових послуг, які надаються цілком або здебільшого через Інтернет. Послуги можуть надаватися одночасно різними незалежними постачальниками, до числа яких, як правило, входить не менш одного ліцензованого банку або страхової компанії. Їх взаємодія поміж собою забезпечується через інтерфейси API та часто регулюється спеціальними законами та актами, такими, наприклад, як Європейська директива платіжних послуг (англ. European Payment Services Directive). Головною властивість фінтех-компаній є здатність створювати інновації.

## Визначення та історія
Після вивчення понад 200 наукових статей, опублікованих за останні сорок років, які посилаються на термін «Фінтех» (англ. Fintech), професор Школи менеджменту Фрібурга (англ. School of Management Fribourg) Патрік Шуфель (англ. Patrick Schueffel) вивів наступне визначення: «Фінтех є новою фінансовою галуззю, яка застосовує технології для поліпшення фінансової діяльності».
Саме слово фінтех вперше було опубліковано у 80-х роках минулого століття: у газеті Sunday Times вийшла стаття авторства Пітера Найта з назвою «FinTech». Він використав це слово для опису бота, який вніс зміни у його електронну пошту. Після глобальної фінансової кризи 2008 року, компанії у галузі фінтех почали швидко розвиватися і суттєво змінили комерцію, інвестиції, управління активами, страхування та операції з цінними паперами. Саме завдяки фінтеху стало можливо існування криптовалют, таких як біткойн. Після кризи 2008 року з'явились тисячі стартапів, які усвідомлювали, що довіра споживачів фінансових послуг у старому форматі зруйнована і назріла потреба у нових фінансових бізнес-моделях. Великі корпорації почали інвестувати у фінтех-бізнес, який сприймався як альтернатива старим бізнес-моделям фінансового сектору. Традиційні ж банки зі свого боку мали мільйони клієнтів, які вимагали нових стандартів обслуговування.
В Україні держава сприяє розвитку фінтеху згідно зі Стратегією, затвердженою Нацбанком України у липні 2020 року. За даними дослідження «Український фінтех каталог», яке щорічно проводить Українська асоціація фінтех та інноваційних компаній, в Україні працює понад 100 фінтех компаній. Їх кількість щорічно зростає у півтора раза.

## Типи фінтех проєктів
На сьогодні у світі зареєстровано понад 10 тисяч фінтех-компаній, що працюють у самих різних областях. Більшість з них далекі від повноцінної реалізації на ринку, однак багато хто вже має солідну капіталізацію і портфель клієнтів.
- Управління особистими фінансами. Понад 600 стартапів реалізували свої мобільні та десктопні програми, що дозволяють стежити за рухами особистих коштів, отримувати докладні звіти та припущення про майбутні витрати на основі предикативного аналізу.
- Платежі. Один з найдавніших і найпопулярніших напрямків фінансових технологій. Цей напрям найближчим часом зможе запропонувати прогресивні підходи до фінансових транзакцій. Важливу роль у розвитку платежів може зіграти технологія блокчейн.
- Кредитування. Стартапи у сфері p2p (peer-to-peer) кредитування є одними з найпопулярніших. Сьогодні нові технології у сфері кредитування набирають популярність не тільки в споживчій сфері, але і в бізнес-секторі.
- Інвестиційні платформи. Інвестування стає все більш автоматизованим і доступним для роздрібних інвесторів. Роботизація та предикативний аналіз на основі великих даних давно стали тими послугами, за які інвестори готові платити чималі гроші, замість гри у випадковість. Мобільна ж доступність до портфеля приваблює навіть людей, які ніколи не брали участь в інвестуванні.
- Колективне фінансування (Краудфандинг). Найбільш популярними майданчиками для отримання венчурного фінансування лишаються Kickstarter і Indiegogo. Однак, ринок відкритий для нових ідей, і безліч компаній пропонують свої рішення, що дозволяють інвесторам і стартаперам знайти один одного.
- Безпека. Компанії в цій сфері надають свій сервіс для банківських установ, спрощуючи та автоматизуючи питання аутентифікації клієнтів і розробляючи заходи з боротьби з шахрайством.
- B2B фінтех. Окремий напрямок фінтеху, що розв'язує проблеми розрахунків і обміну даними в бізнесі. Останнім перспективним трендом цієї діяльності є розробка смартконтрактів на основі блокчейну.
- Грошові перекази. На відміну від стартапів у сфері платежів, компанії даного напряму працюють над інноваціями, що дозволяють переказ грошових коштів без участі банківських установ. Як правило, технологія передбачає просту і зрозумілу мобільну платформу і використання альтернативних підходів до аутентифікації клієнтів (наприклад, через соціальні мережі).
- Аналіз Великих даних. Вже понад 100 фінтех-стартапів у світі присвячені використанню Big Data у фінансовому секторі.
- РегТех. Дозволяє швидко та автоматизовано адаптувати бізнес до змін законодавства та умов ринку.
- InsureTech. Проєкти, присвячені повністю автоматизованим страховим продуктам. Мобільні додатки, взаємодія на рівні інтернету речей, p2p-страхування, автоматизація регресних виплат — це далеко не повний список стартапів у сфері страхових технологій. Цей напрям представляють більше тисячі фінтех-компаній, і їх число постійно зростає.
- Штучний інтелект. Використання подібних рішень дозволяє скоротити найбільш значні витрати фінансових компаній — на персонал.
- Необанки (банки-челенджери). Рішення у сфері банківського сервісу без відділень.
- Криптовалюти. До фінтех-стартапів у сфері криптовалют відносять криптобіржі, обмінники, майнінгові компанії, інвестиційні та ICO-майданчики.
- Блокчейн. Технологія розподілених реєстрів активно використовується у фінансових технологіях. Найбільш відомим рішенням у банківських транзакціях є платформа Ripple.

### Технології
Компанії Fintech використовують різноманітні технології, включаючи штучний інтелект (AI), великі дані, автоматизацію роботизованих процесів (RPA) та блокчейн.
Алгоритми штучного інтелекту можуть дати уявлення про звички витрат клієнтів, дозволяючи фінансовим установам краще зрозуміти своїх клієнтів. Чат -боти — це ще один інструмент штучного інтелекту, який банки починають використовувати для обслуговування клієнтів.
Великі дані можуть передбачати інвестиції клієнтів та ринкові зміни для створення нових стратегій та портфоліо, аналізу звичок споживачів, покращення виявлення шахрайства та створення маркетингових стратегій.
Роботизована автоматизація процесів — це технологія штучного інтелекту, яка зосереджена на автоматизації конкретних повторюваних завдань. RPA допомагає обробляти таку фінансову інформацію, як кредиторська та дебіторська заборгованість, ефективніше, ніж ручний процес, а часто і більш точно.

Блокчейн — це нова технологія у сфері фінансів, яка залучила значні інвестиції з боку багатьох компаній. Децентралізований характер блокчейну може усунути необхідність транзакцій третіх сторін.
Наведена вище класифікація є умовною. Інноваційні підходи вважаються інноваційними, якщо здатні розривати шаблони.

## Фінтех-екосистема
Це набір інструментів, які фінансова установа надає стороннім бізнес-структурам для створення і розвитку власних інноваційних сервісів. Зокрема екосистема містить процесинговий центр, еквайринг та білінгову систему.